# Mac OS X Panther
Mac OS X Panther (версия 10.3) - четвёртый основной релиз macOS — операционной системы для настольных компьютеров и серверов от Apple. Она последовала за Mac OS X Jaguar и предшествовала Mac OS X Tiger. Panther была выпущена 24 октября 2003 года по розничной цене 129 долларов США для одного пользователя и 199 долларов США для семейной лицензии на пять пользователей. 
Mac OS X 10.3 ввела несколько важных новшеств: усовершенствованная тема Aqua, Exposé — инструмент для удобного управления окнами, быстрое переключение пользователей, новый Finder с улучшенным интерфейсом. Также Panther представила Safari в качестве нового браузера по умолчанию, заменившего Internet Explorer.

## Системные требования
- Процессор PowerPC G3, G4 или G5 (минимум 233 МГц )
- Встроенный USB
- По крайней мере, 128 МБ из оперативной памяти (256 МБ рекомендуется, минимум 96 МБ поддерживается неофициально)
- Не менее 1,5 ГБ свободного места на жёстком диске
- CD привод
- Для доступа в Интернет требуется совместимый поставщик услуг; iDisk требуется учётная запись Mac[2]

Для видеоконференции необходимо:
- Процессор PowerPC G3, G4 или G5 с тактовой частотой 333 МГц или выше
- Широкополосный доступ в Интернет (100 кбит / с или быстрее)
- Совместимая камера FireWire DV или веб-камера

Поскольку для Mac OS X Panther требовалось ПЗУ New World, некоторые старые компьютеры (например, бежевые Power Mac G3 и PowerBook G3 «Wall Street») по умолчанию не могли запускать Panther. Однако стороннее программное обеспечение (например, XPostFacto) может отменять проверки, сделанные в процессе установки; в противном случае установка или обновление Jaguar на этих старых машинах не удастся.
Panther по-прежнему полностью поддерживала классическую среду для запуска старых приложений Mac OS 9, но сделала окна классических приложений двойной буферизацией, что мешало некоторым приложениям, написанным для рисования непосредственно на экране.

## Новые и измененные функции

### Возможности для пользователей
Apple объявила, что Mac OS X Panther имеет более 150 новых функций, в том числе:
- Finder: обновлен интерфейс из матового металла, новая поисковая система в реальном времени, настраиваемая боковая панель, безопасное удаление, встроенные метки файлов и поддержка Zip . Значок Finder также был изменён.
- Быстрое переключение пользователей : позволяет пользователю оставаться в системе, пока другой пользователь входит в систему, и быстро переключаться между несколькими сеансами.
- Exposé: помогает пользователю управлять окнами, показывая их все в виде эскизов.
- TextEdit: TextEdit теперь также совместим с документами Microsoft Word (.doc).
- Инструменты разработчика Xcode : сокращение времени компиляции с помощью gcc 3.3.
- Предварительный просмотр : увеличена скорость рендеринга PDF.
- QuickTime: Теперь поддерживает Pixlet высокой чёткости видео - кодек[3][4].

### Новые приложения в Panther
- Книга шрифтов: менеджер шрифтов, который упрощает просмотр карт символов и добавление новых шрифтов, которые можно использовать в масштабах всей системы. Приложение также позволяет пользователю организовывать шрифты в коллекции.
- FileVault: шифрование и дешифрование домашней папки пользователя налету.
- iChat AV: новая версия iChat. Теперь со встроенными функциями аудио и видеоконференцсвязи .
- X11: X11 встроен в Panther.
- Safari: новый веб-обозреватель, который был разработан для замены Internet Explorer для Mac, когда закончился контракт между Apple и Microsoft, хотя Internet Explorer для Mac всё ещё был доступен. Safari 1.0 был включён в обновление в Jaguar, но использовался в качестве обозревателя по умолчанию в Panther[5][6][7][8].

### Другое
- Улучшенная интеграция с Microsoft Windows, включая поддержку Active Directory и VPN на базе SecurID.
- Встроенная поддержка факсов с интеграцией с адресной книгой.
- Безопасная очистка корзины, предотвращающая восстановление удалённых файлов.
- Ранняя поддержка безопасности Wi-Fi стандартов WPA и WPA2[9][10][11].

## История релизов
| Версия | Сборка | Дата выхода     | Версия Darwin | Примечания                                                                                          |
| ------ | ------ | --------------- | ------------- | --------------------------------------------------------------------------------------------------- |
| 10.3   | 7B85   | 24 октября 2003 | 7.0           | Оригинальный набор для розничной продажи                                                            |
| 10.3   | 7B86   | 24 октября 2003 | 7.0           | Серверная версия                                                                                    |
| 10.3.1 | 7C107  | 10 ноября 2003  | 7.1           | Обновление Mac OS X 10.3.1: информация и загрузка                                                   |
| 10.3.2 | 7D24   | 17 декабря 2003 | 7.2           | Mac OS X: Об обновлении Mac OS X 10.3.2                                                             |
| 10.3.2 | 7D28   | январь 2004     | 7.2           | Обновленный розничный релиз                                                                         |
| 10.3.3 | 7F44   | 15 марта 2004   | 7.3           | Добавлены сетевые тома, доступные на боковой панели Finder и на рабочем столе; обновлены приложения |
| 10.3.4 | 7H63   | 26 мая 2004     | 7.4           | Об обновлении Mac OS X 10.3.4                                                                       |
| 10.3.5 | 7M34   | 9 августа 2004  | 7.5           | О Mac OS X 10.3.5 Update (Delta); Обновленный набор для розничной продажи                           |
| 10.3.6 | 7R28   | 5 ноября 2004   | 7.6           | Об обновлении Mac OS X 10.3.6 (Delta)                                                               |
| 10.3.7 | 7S215  | 16 декабря 2004 | 7.7           | Об обновлении Mac OS X 10.3.7 (Delta)                                                               |
| 10.3.8 | 7U16   | 9 февраля 2005  | 7.8           | Об обновлении Mac OS X 10.3.8 (Delta)                                                               |
| 10.3.9 | 7W98   | 15 апреля 2005  | 7.9           | Об обновлении Mac OS X 10.3.9 (Delta)                                                               |